# Chrysocharis phytomyzivora
Chrysocharis phytomyzivora är en stekelart som beskrevs av Christer Hansson 1987. Chrysocharis phytomyzivora ingår i släktet Chrysocharis och familjen finglanssteklar. Inga underarter finns listade i Catalogue of Life.